# Patagonienminerare
Patagonienminerare (Geositta cunicularia) är en fågel i familjen ugnfåglar inom ordningen tättingar.

## Utseende och läte
Patagonienmineraren känns bäst igen på tydligt streckat bröst, rätt lång och bara något nedåtböjd näbb samt i flykten roströda fläckar på vingarna. Nordliga fåglar har också kontrasterande gräddvit övergump. Sången varierar geografiskt.

## Utbredning och systematik
Patagonienminerare delas upp i nio underarter med följande utbredning:
- frobeni-gruppen
  - G. c. juninensis – höglänta områden i Peru (Junín och Huancavelica)
  - G. c. titicacae – högplatå från södra Peru till nordligaste Chile och nordvästra Argentina
  - G. c. frobeni – arida Anderna i södra Peru (Arequipa och Tacna)
- G. c. georgei – lomas i kustnära södra Peru
- G. c. deserticolor – arida kustnära områden från sydvästra Peru (Arequipa) till norra Chile (Atacama)
- G. c. fissirostris – centrala Chile (södra Atacama till Llanquihué)
- cunicularia-gruppen
  - G. c. contrerasi – västcentrala Argentina (Sierra Grandes i Córdoba)
  - G. c. hellmayri – västra Argentina
  - G. c. cunicularia – sydligaste Brasilien till Uruguay, Argentina och Tierra del Fuego

## Levnadssätt
Patagonienmineraren är en vida spridd men ofta lokalt förekommande fågel i öppna områden, typiskt i sandiga jordar från stäpp i Patagonien till kustnära sanddyner eller högt belägna myrar. Den ses ofta i par, vaggande fram med pumpande stjärt.ally.

## Status och hot
Arten har ett stort utbredningsområde, men tros minska i antal, dock inte tillräckligt kraftigt för att den ska betraktas som hotad. Internationella naturvårdsunionen IUCN listar arten som livskraftig (LC).